# 625 Park Avenue
625 Park Avenue es un edificio residencial cooperativo en Manhattan, Nueva York (Estados Unidos). Se encuentra ubicado en el vecindario Lenox Hill del Upper East Side de en la intersección de East 65th Street y Park Avenue. Se destaca por sus espaciosas residencias, sus conocidos residentes y por tener el único apartamento triplex en los clásicos edificios de preguerra del Upper East Side. Tiene 14 pisos y mide 47,26 metros de altura.

## Edificio
El edificio en 625 Park Avenue fue diseñado por el arquitecto de Park Avenue James Edwin Ruthven Carpenter Jr. al que a menudo se hace referencia con las iniciales J.E.R. Carpenter. Carpenter tiene muchos diseños en la avenida (incluido 620 Park Avenue a través de Park Avenue) y junto con Rosario Candela es considerado uno de sus principales influencias. La construcción comenzó en 1929 y terminó en 1930 por el constructor Louis Kauffman, quien más tarde ocuparía un apartamento en el edificio. El edificio tiene 13 pisos de altura y alberga un total de 32 unidades.

## Triplex
El ático en '625' es legendario, incluso ha sido nominado como el mejor apartamento de Manhattan. Como un enorme ático de tres pisos, ha albergado grandes colecciones y esquemas de decoración. Helena Rubinstein decoró la unidad con un absurdo elevado. El rival de los cosméticos, Charles Revson, de Revlon, compró la unidad tras la muerte de Rubinstein en 1965. La redecoró de una manera notablemente espectacular con la ayuda de la firma McMillen. En 1980 vendió a la princesa Ashraf de Irán, hermana gemela del Shah de Irán recientemente depuesto. En 1995 Henry Kravis compró la unidad y ha vivido allí desde entonces.